# Bildstock 19. Jahrhundert (Aletshausen)

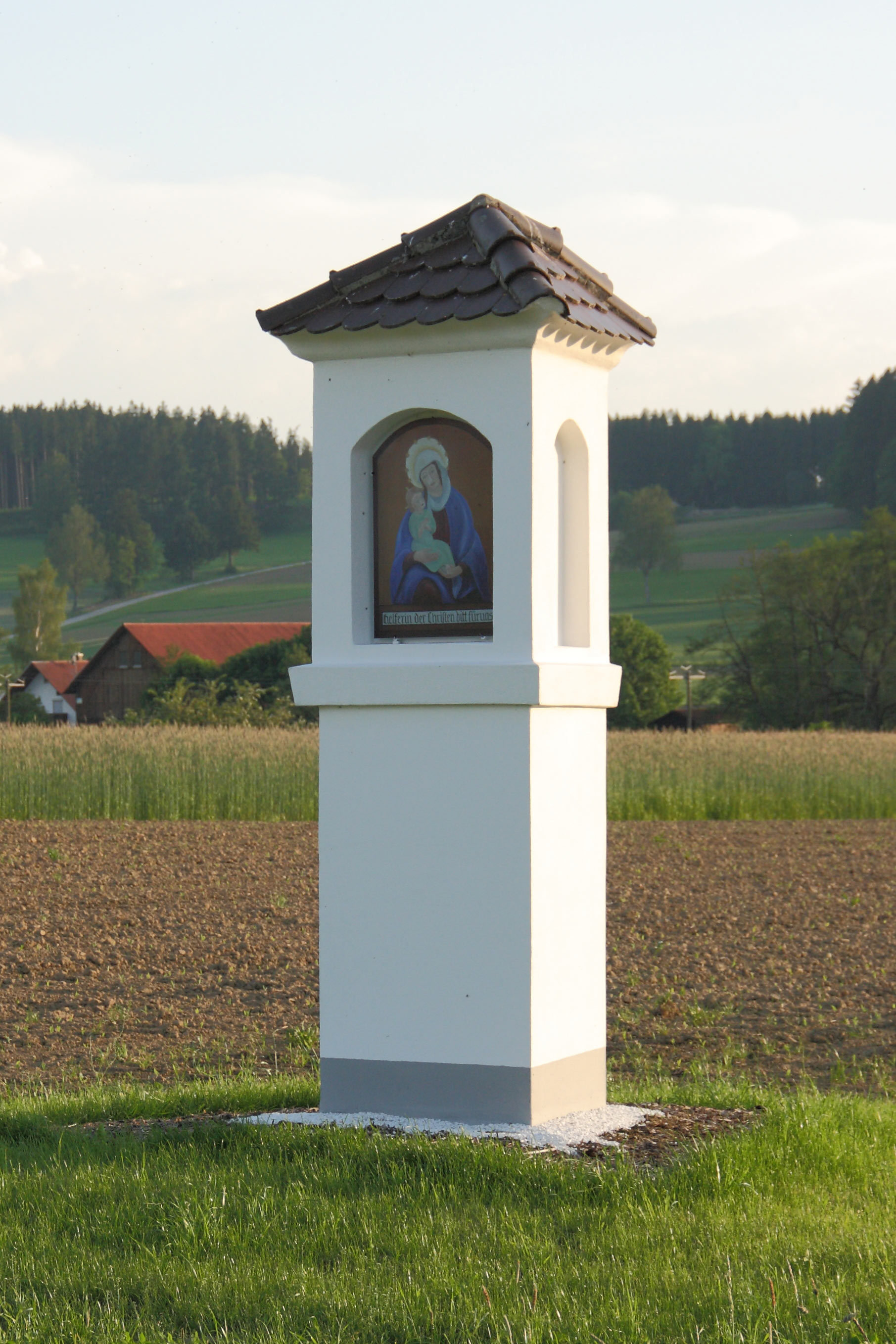
Bildstock am südlichen Ortsende von Aletshausen

Der Bildstock aus dem 19. Jahrhundert in Aletshausen, einer Gemeinde im schwäbischen Landkreis Günzburg in Bayern, steht am nördlichen Ortsende an der Bundesstraße 16. Der Bildstock ist ein geschütztes Baudenkmal.
Der Bildstock aus der zweiten Hälfte des 19. Jahrhunderts besteht aus einem hohen pfeilerartigen Bau mit Dreiecksgiebel und Sockel in Nutrustika. 
Im Inneren befindet sich ein rundbogiges Muttergottesbild mit Jesuskind.